# Tylomys mirae
Tylomys mirae är en däggdjursart som beskrevs av Thomas 1899. Tylomys mirae ingår i släktet centralamerikanska klätterråttor, och familjen hamsterartade gnagare. IUCN kategoriserar arten globalt som livskraftig. Inga underarter finns listade i Catalogue of Life.
Denna gnagare förekommer i norra Ecuador, i nordvästra Colombia och kanske i södra Panama. Arten lever i låglandet och i bergstrakter upp till 1100 meter över havet. Individerna vistas i fuktiga skogar och klättrar främst i växtligheten.
Med av absolut längd (inklusive svans) av cirka 43 cm är arten efter Tylomys nudicaudus näst störst i sitt släkte. Den långa svansen är täckt med fjäll som bildar ringar och hår saknas. Kännetecknande är även bakfötternas lilltå som är bara lite kortare än de andra tårna (undantag tummen). På ovansidan förekommer mörkgrå till mörk gråbrun päls och kroppens sidor är mer grå än ryggens topp. Övergången till den vitaktiga undersidan är inte tydlig avgränsad. De små och nakna öronen har en grå färg.